# Передовой (Александрово-Гайский район)
Передовой — посёлок в Александрово-Гайском районе Саратовской области, в составе сельского поселения Александрово-Гайское муниципальное образование.

## Физико-географическая характеристика
Посёлок расположен в степи, в пределах Прикаспийской низменности, относящейся к Восточно-Европейской равнине, на правом берегу реки Большой Узень, на высоте около 18 метров над уровнем моря. Почвы - солонцы луговатые (полугидроморфные). Для долины Большого Узеня характерен суббореальный континентальный, полупустынный, аллювиальный аккумулятивно-денудационный ландшафт, равнины плоские, террасированные, с полынно-ковыльно-тырсовыми опустыненными степями в сочетании с полынно-тырсово-ковылковыми группировками.
По автомобильным дорогам расстояние до районного центра села Александров Гай — 23 км, до областного центра города Саратов — 290 км.

## История
Основан в 1869 году как посёлок николаевских солдат. Посёлок относился к Александрово-Гайской волости Новоузенского уезда Самарской губернии. Согласно Списку населённых мест Самарской губернии 1910 года посёлок населяли бывшие отставные нижние чины, преимущественно русские, православные и сектанты, всего 159 мужчин и 164 женщины, в посёлке имелись церковь, школа, 2 ветряные мельницы
После муниципальной реформы входил в состав сельского поселения Приузенское муниципальное образование. Законом Саратовской области от 24 февраля 2016 года № 21-ЗСО, Приузенское муниципальное образование было упразднено, посёлок включён в состав Александрово-Гайского муниципального образования.

## Население
| 1889 | 1910 | 2002 |
| ---- | ---- | ---- |
| 341  | 323  | 183  |

| 2010 | 2018 |
| ---- | ---- |
| 138  | ↗139 |

Национальный состав
Согласно результатам переписи 2002 года большинство населения составляли казахи (92 %).